# Iron Aces 2: Birds of Prey
Iron Aces 2: Birds of Prey (Japans: Kūsen) is een videospel dat werd ontwikkeld en uitgegeven door Kadokawa Shoten. Het spel kwam in 2002 uit voor het platform Sony PlayStation 2. Het perspectief van het spel wordt weergegeven in de eerste persoon. Het spel is het vervolg op Iron Aces. Het spel is een simulatiespel waarbij de speler in vliegtuigen kan vliegen. Het spel kent vliegtuigen uit verschillende tijden.

## Ontvangst
| Beoordeeld door | Jaar | Score |
| --------------- | ---- | ----- |
| The Age         | 2002 | 60%   |
| 4Players.de     | 2002 | 49%   |
| Jeuxvideo.com   | 2004 | 30%   |